# Ernst vom Rath
Pour les articles homonymes, voir Vom Rath.
Ernst Eduard vom Rath est un diplomate allemand, né à Francfort-sur-le-Main le 3 juin 1909 et mort assassiné le 9 novembre 1938 à Paris. Son assassinat par le jeune Juif polonais Herschel Grynszpan a servi en Allemagne de prétexte à la nuit de violence contre les Juifs, désignée par l'expression « nuit de Cristal ».

## Études et vie professionnelle
Ernst vom Rath, dont le père était attaché au préfet de Cologne, appartenait à une vieille famille noble prussienne.
Après des études secondaires à l'école de Breslau, il étudie le droit à l'université de Bonn, de Munich et pour finir à Königsberg. En 1928, il devient membre du Corps Palatia Bonn. En 1932, après l'obtention de sa licence de droit, il est admis comme stagiaire au tribunal du bailliage de Zinter près de Königsberg. Il fait un autre stage au tribunal de première instance de Berlin. En 1934, il entre comme attaché au ministère des Affaires étrangères à Berlin. En 1935, il réussit le concours d'entrée dans la carrière diplomatique. Il passe un an comme secrétaire personnel de l'ambassadeur Roland Köster, son oncle.
Il adhère au parti nazi par opportunisme politique : il était mal noté par ses supérieurs du ministère des Affaires étrangères pour avoir osé critiquer les persécutions raciales et l’attitude anti-cléricale du nazisme.
Il retourne six mois à Berlin puis il est affecté au consulat général d'Allemagne à Calcutta d'où il repart pour raisons de santé. Une fois rétabli, il est affecté en juillet 1938 à l'ambassade d'Allemagne en France située dans l’hôtel de Beauharnais, sis 78 rue de Lille, en qualité de 3e secrétaire.

## Assassinat
Le 7 novembre 1938 vers 9 h 35, Herschel Grynszpan, juif polonais séjournant à Paris chez son oncle, réussit à entrer dans le bureau de vom Rath à l'ambassade et tire 5 balles avec un revolver de calibre 6.35 ; deux coups l’atteignent. La raison invoquée par Grynszpan est la vengeance, après que sa famille a été maltraitée par les nazis et expulsée en Pologne. Dans un deuxième temps, il avance un autre argument à son procès, celui d'une liaison avec vom Rath, qui fait toujours débat. Néanmoins, l’historien Hans-Jürgen Döscher a affirmé que cette attaque pourrait ne pas être motivée politiquement mais être la conséquence d’une relation homosexuelle naissante entre l’assassin et sa victime qui se seraient rencontrés dans le célèbre cabaret parisien Le Bœuf sur le toit : il s’appuie notamment sur des écrits d’André Gide, pour étayer ses affirmations, et vom Rath aurait été réputé à Paris pour ses penchants au point de parfois être surnommé « Mme l’Ambassadeur ». Michael Marrus indique cependant que l'avocat de Grynzspan, Moro-Giafferi, a adopté cette ligne de défense, contre l'avis de son client, en espérant que le crime passionnel lui vaudrait une condamnation plus clémente.
Le secrétaire vom Rath est emmené à la clinique de l'Alma, sise 166, rue de l’Université, à une rue de l'ambassade. Hitler décide d'envoyer son médecin personnel Karl Brandt et le professeur munichois Georg Magnus (de) à son chevet et élève le secrétaire au rang de conseiller d'ambassade. Dans la matinée du 8, ils examinent minutieusement le malade et publient le bulletin de santé suivant :

« L'état de Monsieur le Conseiller d'Ambassade vom Rath est jugé sérieux en raison de la blessure à l'entrée de l'estomac.
 La perte de sang considérable due à l'éclatement de la rate est compensée par des transfusions. L'excellent traitement chirurgical et médical dispensé par le professeur Baumgartner de Paris permet d'entrevoir un espoir pour l'avenir. »

Le 9 novembre vers 15 heures, vom Rath sombre dans le coma ; un peu plus tard un communiqué de l'ambassade est publié :

« M. vom Rath, qui avait été nommé par le Führer Conseiller d'ambassade, a succombé à 16 h 30 aux blessures reçues au cours de l'attentat du 7 novembre. »

Trois jours plus tard, une cérémonie funéraire a lieu au temple luthérien de la rue Blanche. La cérémonie allemande se déroule à la Rheinhalle de Düsseldorf. La salle est entièrement décorée de draperies noires avec des drapeaux du Troisième Reich. La cérémonie se déroule en présence du Führer Adolf Hitler et de hauts dignitaires du régime. Le ministre des Affaires étrangères, Joachim von Ribbentrop, prononce l’éloge funèbre.
La mort de vom Rath est utilisée à des fins de propagande antisémite et devient le prétexte à une nuit de violence contre les juifs allemands, appelée la « nuit de Cristal ».

### Documentaire
- Livrez-nous Grynszpan !, France, 2007, un film documentaire de 76 minutes écrit par Joël Calmettes et Robert Badinter, réalisé par Joël Calmettes, diffusé par France 2 et Arte (notamment le 29 octobre 2008, dans le cadre des Mercredis de l'Histoire, et dans la nuit du 3 au 4 novembre 2008, rediffusé sur Arte le 9 novembre 2011), visible en ligne sur dailymotion.com.